# Cheiloneuromyia javensis
Cheiloneuromyia javensis är en stekelart som beskrevs av Girault 1916. Cheiloneuromyia javensis ingår i släktet Cheiloneuromyia och familjen sköldlussteklar. Inga underarter finns listade i Catalogue of Life.